# Зондский вонючий барсук
Зондский вонючий барсук, или яванский вонючий барсук, или теледу (лат. Mydaus javanensis) — вид млекопитающих семейства скунсовых, распространённый на островах Индонезии и Малайзии (Ява, Калимантан, Суматра) .
Длина тела от 37 до 52 см, длина хвоста 3,4—3,7 см, вес от 1,3 до 3,6 кг немного крупнее палаванского вонючего барсука, обитающего на острове Палаван. Окраска шерсти преимущественно чёрная со светлыми полосами на спине. Короткий хвост покрыт длинными волосами.
Этот вид встречается во вторичных лесах и открытых местах обитания, таких как сады, прилегающие к лесам. Всеяден, питается яйцами птиц, падалью, насекомыми, червями и растениями. Он ведёт ночной образ жизни, скрываясь в течение дня в подземных норах длиной до 60 см. В помёте два-три детёныша.

## Подвиды
- M. j. javanensis — Ява, Суматра и Бунгуран
- M. j. lucifer — Борнео

Также предполагается выделить и третий (возможный) подвид теледу:
- M. j. ollula — Северные острова Бунгурана

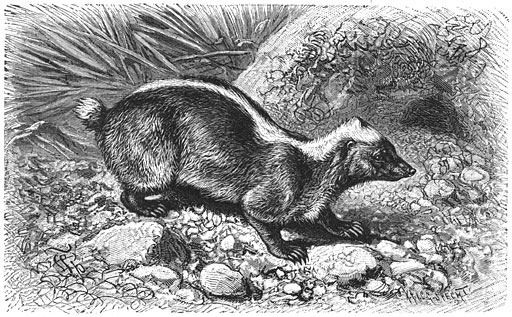
Иллюстрация M. javanensis
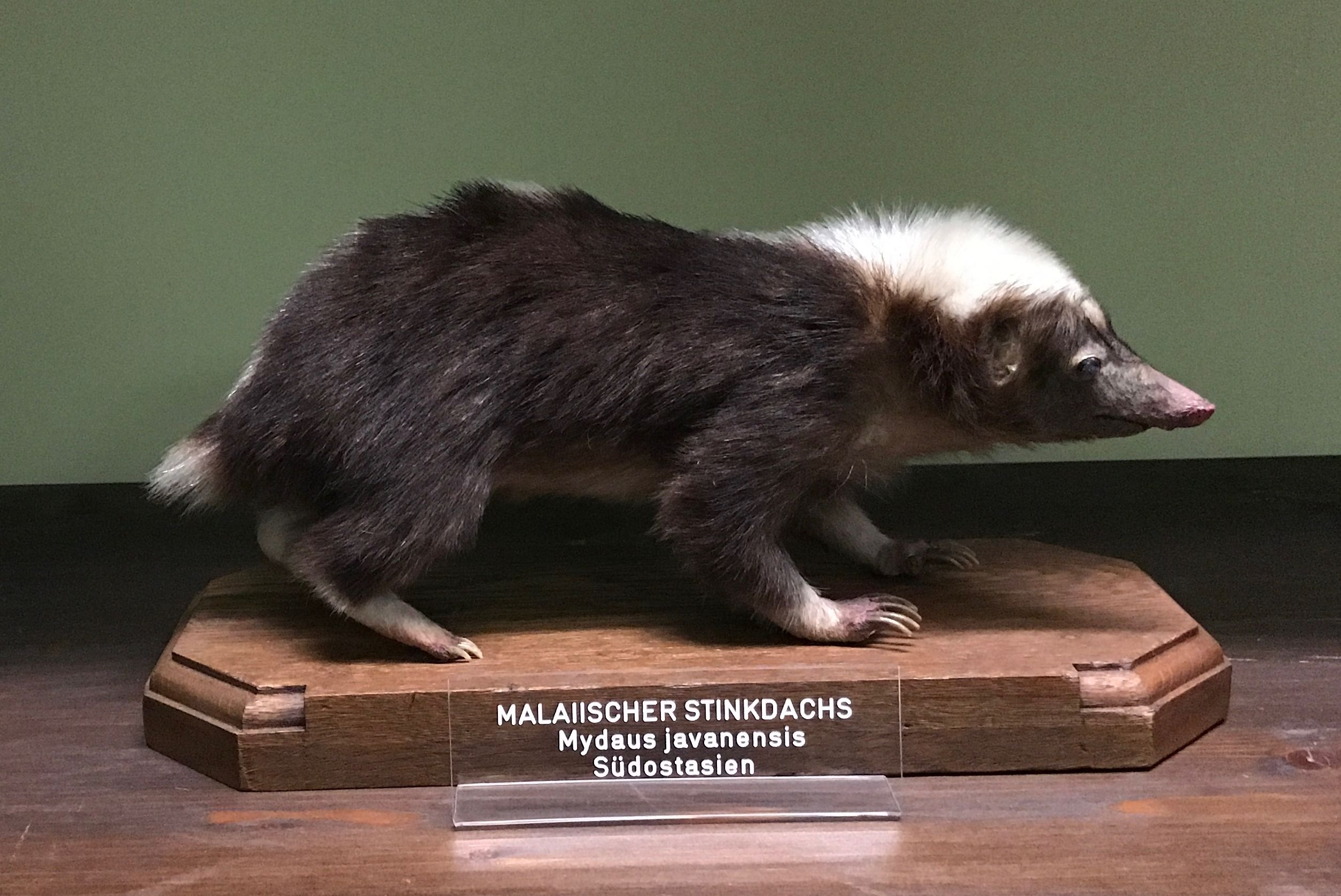
Чучело